# Richard Hough
Richard Alexander Hough (15 de mayo de 1922 - 7 de octubre de 1999) fue un escritor e historiador británico, especializado en historia marítima y biografías. Después de dejar la escuela, se unió a la Royal Air Force al comienzo de la Segunda Guerra Mundial y fue ubicado en un campo de aviación, cerca de Hollywood. 
Hough se casó con la escritora Chalotte Woodyadd, a quien había conocido cuando ambos eran alumnos de Frensham Heights School, y tuvieron cinco hijos, entre ellos, la también escritora Deborah Moggach. También escribió bajo el seudónimo de Bruce Carter.

## Obra
Entre los 90 libros que escribió se encuentran:
Obra como Richard Hough:
- The Fleet that had to Die
- Admirals in Collision
- Dreadnought: a History of the Modern Battleship
- First Sea Lord: a life of Admiral Lord Fisher
- The Hunting of Force Z
- The Blind Horn's Hate
- Captain Bligh & Mr. Christian
- Louis and Victoria: the First Mountbattens
- Mountbatten: Hero of our Time
- Edwina
- The Pursuit of Admiral von Spee
- The Ace of Clubs: a History of the Garrick
- The Battle of Britain: the Jubilee History (coautor con Denis Richards)
- Winston & Clementine: the Triumphs & Tragedies of the Churchills
- Bless our Ship: Mountbatten and the Kelly
- Other Days Around Me (Autobiografía)
- The Great Admirals
- Edward and Alexandra: Their Private and Public Lives
- The Potemkin Mutiny
- Captain James Cook: A Biography
- The Great War at Sea
- Bullers Guns
- Bullers Dreadnought
- Bullers Victory

Obra como Bruce Carter:
- The Perilous Descent
- Speed Six!
- Four Wheel Drift
- Kidnapping of Kensington
- Razor Eyes
- Miaow